# Калњица
Калњица (слч. Kálnica) насељено је мјесто са административним статусом сеоске општине (слч. obec) у округу Ново Место на Ваху, у Тренчинском крају, Словачка Република.

## Становништво
| Година:    | 1994. | 2004.   | 2014.   | 2024.   |
| ---------- | ----- | ------- | ------- | ------- |
| Број људи: | 986   | 1047    | 1033    | 995     |
| Разлика:   |       | +6,18 % | -1,33 % | -3,67 % |

| Година:    | 2023. | 2024.   |
| ---------- | ----- | ------- |
| Број људи: | 1006  | 995     |
| Разлика:   |       | -1,09 % |

Према подацима о броју становника из 2024. године насеље је имало 995 становника.